# Закляття проти допитливості
Закляття проти допитливості (англ. An Invocation of Incuriosity) — науково-фантастичне оповідання Ніла Геймана. Вперше опубліковане 2009 року на сторінках збірки «Пісні вмираючої Землі», яка вийшла як триб'ют Джеку Венсу та його книжковій серії «Вмираюча Земля». 2010 року розповідь принесла авторові премію «Локус» за найкраще оповідання. 2015 року
«Закляття проти допитливості» ввійшло до збірки короткої прози «Обережно, тригери!».

## Сюжет
На флоридському блошиному ринку неназваний оповідач зустрів чоловіка з дивною зовнішністю, який продавав різьблені фігурки вигаданих істот. Запросивши свого нового знайомого до закусочної «У Деніса», оповідач дізнався історію життя цього низького чоловіка у сонячних окулярах, який несподівано наважився на розповідь.
Фарфал Молодший, якого через його погану вдачу також називали Фарфалом Нещасним, разом із своїм батьком Бальтазаром Неспішним жив на краю часу в невеличкій хатині поблизу підніжжя пагорба. Коли згасло сонце, батько провів сина до кімнати, яка знаходилася у дальньому кінці їхнього помешкання. До того моменту Фарфал ніколи не зауважував існування такої кімнати, адже на нього діяло Емпузове закляття проти допитливості. Посередині покою знаходилася віконна рама, крізь яку можна було б потрапити до світу на початку часу. Його батько вів подвійне життя — на початку часу, де всі його знали як Бальтазара Меткого, він працював продавцем старовини, дивововижей і коштовностей, збуваючи камінці та гальку з Кінця Землі. Також, окрім Фарфала, він мав ще п'ятеро синів та семеро конкубіт. Тепер, коли згасло сонце, Бальтазар взяв Фарфала з собою та зробив із сина слугу, аби не привертати зайву увагу. Коли у Бальтазара закінчилося каміння, що складало основу його багатства, і коли він вліз у борги, Фарфал та Бальтазар повернулися на край часу, щоб набрати якнайбільше камінців у сумку, яка була просочена Своновою настоянкою надзвичайної місткості. Під час такої подорожі, однак, Бальтазара поглинуло Ніщо, а Фарфал, згрібши у сумку всякі цяцьки і дрібнички, змінив положення віконної рами та потрапив до Флориди, де почав продавати фігурки вигаданих істот на блошиному ринку. Тепер він перебував у пошуках нової рами, яка б привела його на початок, щоб побачити як прокидається Всесвіт та народжується сонце.